# Ладижинська сільська територіальна громада
Лади́жинська сільська територіальна громада — територіальна громада в Україні, в Уманському районі Черкаської області. Адміністративний центр — село Ладижинка.
Площа громади — 223,41 км², населення — 7018 мешканців (2018).
Утворена 4 серпня 2018 року шляхом об'єднання Городницької, Затишанської, Колодистенської, Ладижинської, Рижавської та Текучанської сільських рад Уманського району. Згідно з розпорядженням Кабінету Міністрів України від 12.06.2020 № 728-р до складу громади були включені Ропотуська, Фурманська, Шаринська, Ятранівська сільські ради Уманського району.

## Склад
До складу громади входять:
| Населений пункт       | Населення, осіб (1989) | Населення, осіб (2001) |
| --------------------- | ---------------------- | ---------------------- |
| Городниця, село       | 1287                   | 1140                   |
| Затишок, селище       | 443                    | 413                    |
| Колодисте, село       | 2493                   | 2054                   |
| Ладижинка, село       | 3037                   | 2496                   |
| Малий Затишок, селище | 278                    | 241                    |
| Рижавка, село         | 1295                   | 1025                   |
| Ропотуха, село        | 904                    | 762                    |
| Текуча, село          | 1359                   | 1040                   |
| Фурманка, село        | 661                    | 554                    |
| Шарин, село           | 547                    | 528                    |
| Ятранівка, село       | 1175                   | 2604                   |

## Відомі представники
- Нікітін Олексій Петрович (1978—2022) — солдат Збройних Сил України, учасник російсько-української війни, що загинув у ході російського вторгнення в Україну в 2022 році.